# Malta Challenger 1996
Il Malta Challenger 1996 è stato un torneo di tennis facente parte della categoria ATP Challenger Series nell'ambito dell'ATP Challenger Series 1996. Il torneo si è giocato a Sliema in Malta dal 15 al 21 aprile 1996 su campi in cemento.

## Vincitori

### Singolare
Hicham Arazi ha battuto in finale  Stéphane Simian con il punteggio di 6–7, 7–6, 6–0

### Doppio
Alejandro Hernández /  Óscar Ortiz hanno battuto in finale  Aleksandar Kitinov /  Martin Zumpft con il punteggio di 6–2, 3–6, 6–1